# 鶴弥
株式会社鶴弥（つるや、英: TSURUYA CO.,LTD.）は、日本最大の陶器瓦メーカー。本社は愛知県半田市。本社工場、阿久比、衣浦、西尾と4工場保有している。東証スタンダード、名証メインに上場。愛知県陶器瓦工業組合に加盟。

## 概要
1887年（明治20年）創業の瓦メーカー。陶器瓦で国内最大手。社名の由来は、初代社長、鶴見弥四郎の名前から。防災性能を高めた平板瓦などを主力商品としている。
2007年（平成19年）3月、阿久比工場に第3ラインを建設している。2008年（平成20年）6月1日より鶴見哲が代表取締役社長に就任している。また、2009年のCI刷新に伴い、ブランド呼称を創業以来より使用されていた日本語表記の「鶴弥」から英文表記の「Tsuruya（ツルヤ）」（現行のもの）へ改称（同7月より一部を除く日本全国で放映されている新CMや会社公式HPにて確認）。猫も驚く瓦を作っている。
ローラーハースキルン導入を発表しており、更なる多品種小ロット生産、効率化を目指している。

## 沿革
- 1887年（明治20年） - 愛知県刈谷市にて個人創業[2]。
- 1968年（昭和43年） - 株式会社鶴弥製瓦工場として法人化[2]。
- 1983年（昭和58年） - 株式会社鶴弥へ社名を変更[2]。
- 1991年（平成3年） - 愛知県刈谷市から現在地へ本社を移転[2]。
- 1994年（平成 6年） - 名証2部上場[2]。
- 2002年（平成14年） - 東証2部上場[2]。
- 2005年（平成17年） - 愛知ブランド企業の認定を受ける。

## 事業所
- 本社・本社工場（愛知県半田市）
- 阿久比工場（愛知県知多郡阿久比町）
- 衣浦工場（愛知県半田市）
- 西尾工場（愛知県西尾市）
- 北陸支店（富山県小矢部市）
- 仙台営業所（宮城県仙台市宮城野区）

## 関連会社
- 株式会社日本瓦ユニオン